# Гагула, Синиша
Синиша Гагула (хорв. Siniša Gagula; родился 3 января 1984 года, Баня-Лука, СФРЮ) — боснийский футболист, защитник клуба «Лакташи».

## Биография
Синиша Гагула начал заниматься футболом в 1993 году в футбольной команде «Джая» из города Баня-Лука. В 2001 году, в возрасте 17 лет, Синиша отправился в футбольную академию нидерландского «Аякса» из Амстердама. В «Аяксе» Синиша выступал за молодёжные команды, различных возрастных групп. В 2004 году Гагула вернулся в свой родной город и подписал контракт с местным клубом «Борац».
В 2005 году Синиша перешёл в чешскую «Славию», где у Гагулы возникли проблемы с тренером, после того как Синиша получил травму, после которой футболист восстанавливался две недели, главный тренер решил перевести его во вторую команду «Славии». В сентябре 2006 года он вернулся в Амстердам, и для поддержания физической формы в течение четырёх месяцев играл за любительскую команду «Аякс Затердаг». В конце декабря Синиша подписал трёхлетний контракт с чемпионом Боснии и Герцеговины с клубом «Широки Бриег». В сезоне 2007/2008 «Широки Бриег» принимал участие в кубке УЕФА, но Синише не удалось поучаствовать в играх за клуб, так как в тех матчах был запасным игроком. В первом отборочном раунде «Широки Бриег» обыграл словенский «Копер» по итогам двух матчей 6:3, а затем во втором раунде проиграл в двух матчах с одинаковым счётом 3:0 израильскому «Хапоэлю» из Тель-Авива.
В январе 2008 года Гагула подписал контракт с клубом ОФИ с греческого острова Крит. Его дебют за команду состоялся 10 февраля 2008 года в матче чемпионата Греции против клуба «Астерас» из города Триполи. В том матче Гагула отыграл 46 минут, после которых его заменили на Стелиоса Сфакианакиса, матч завершился вничью 1:1. На протяжении всего сезона Синиша мало появлялся в основном составе. В средине июня 2009 года Гагула отправился на просмотр в свой бывший клуб «Борац», а уже в конце июня заключил с командой контракт на один год. Несколько матчей за клуб Гагула провёл отлично, однако, затем он получил травму и выбыл более чем на два месяца. В конце января 2010 года Синиша перешёл в клуб «Лакташи», хотя его предыдущая команды пыталась заключить с ним новый контракт, но он отказался от этого.